# Luzhanqi

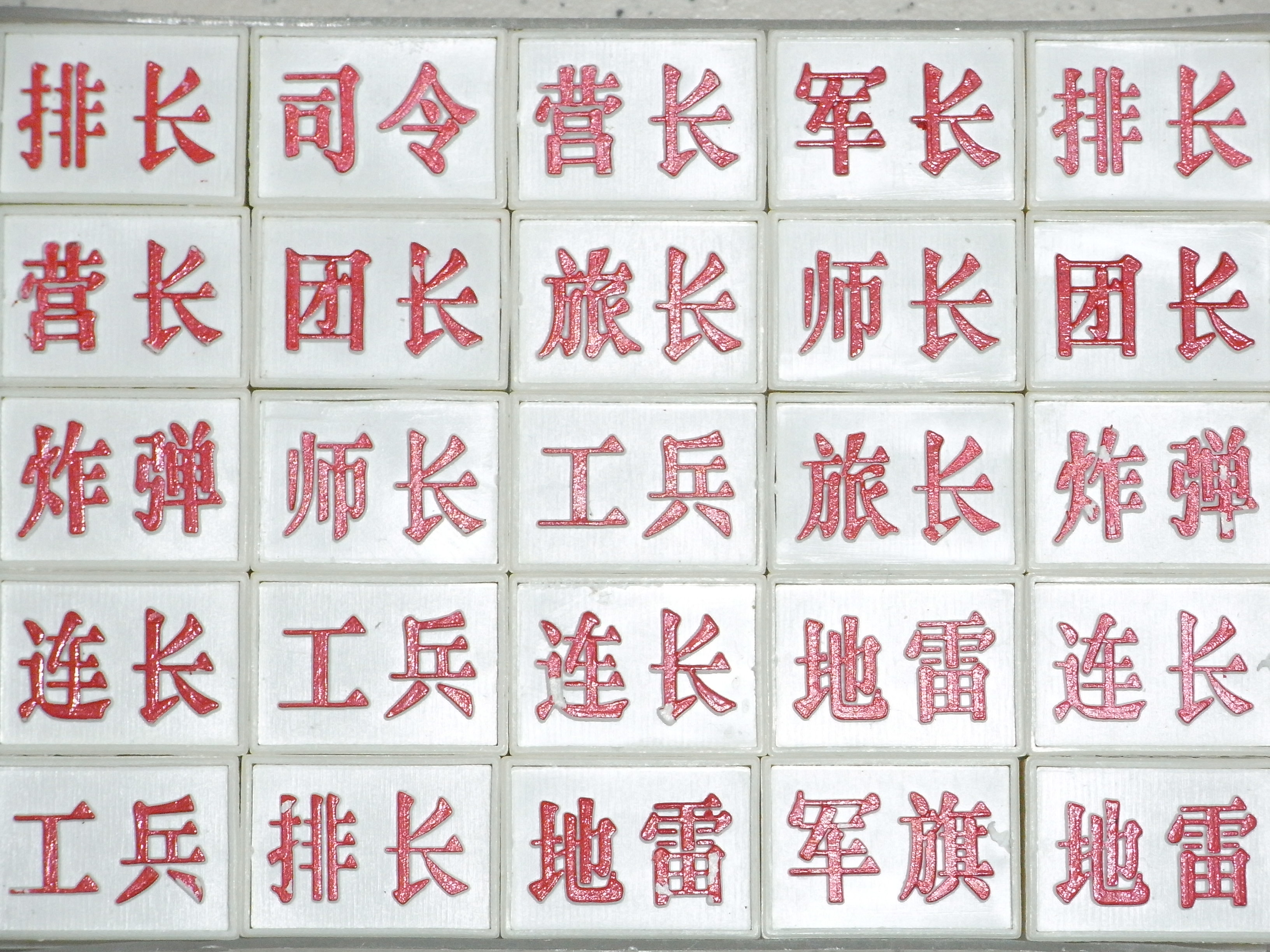
Fichas del Luzhanqi, del lado en el que se pueden leer los nombres.

El luzhanqi (en chino, 陸戰棋; pinyin, lùzhànqí) (cuya traducción al castellano sería «juego de la guerra terrestre»), es un juego de mesa de estrategia que tiene su origen en China.

## Descripción
Se trata de un juego relativamente moderno que tiene muchos aspectos en común con el juego occidental stratego y que goza de notable popularidad en China.
Al igual que en el stratego, las piezas representan unidades militares y se mueven sobre un tablero que, en el caso del luzhanqi, contiene representaciones de accidentes geográficos, como lagos. Como en el stratego, el valor de cada pieza permanece oculto.
Existen dos variantes: con o sin árbitro. En la variante con árbitro es éste el que en caso de combate examina cuál es el valor de las piezas y determina cuál es la pieza ganadora. El valor exacto de la pieza del enemigo permanece así desconocido para los jugadores. En la variante sin árbitro el valor de las piezas se descubre cuando estas entran en combate y son los propios jugadores los que determinan cuál es la pieza triunfante.

## Reglas

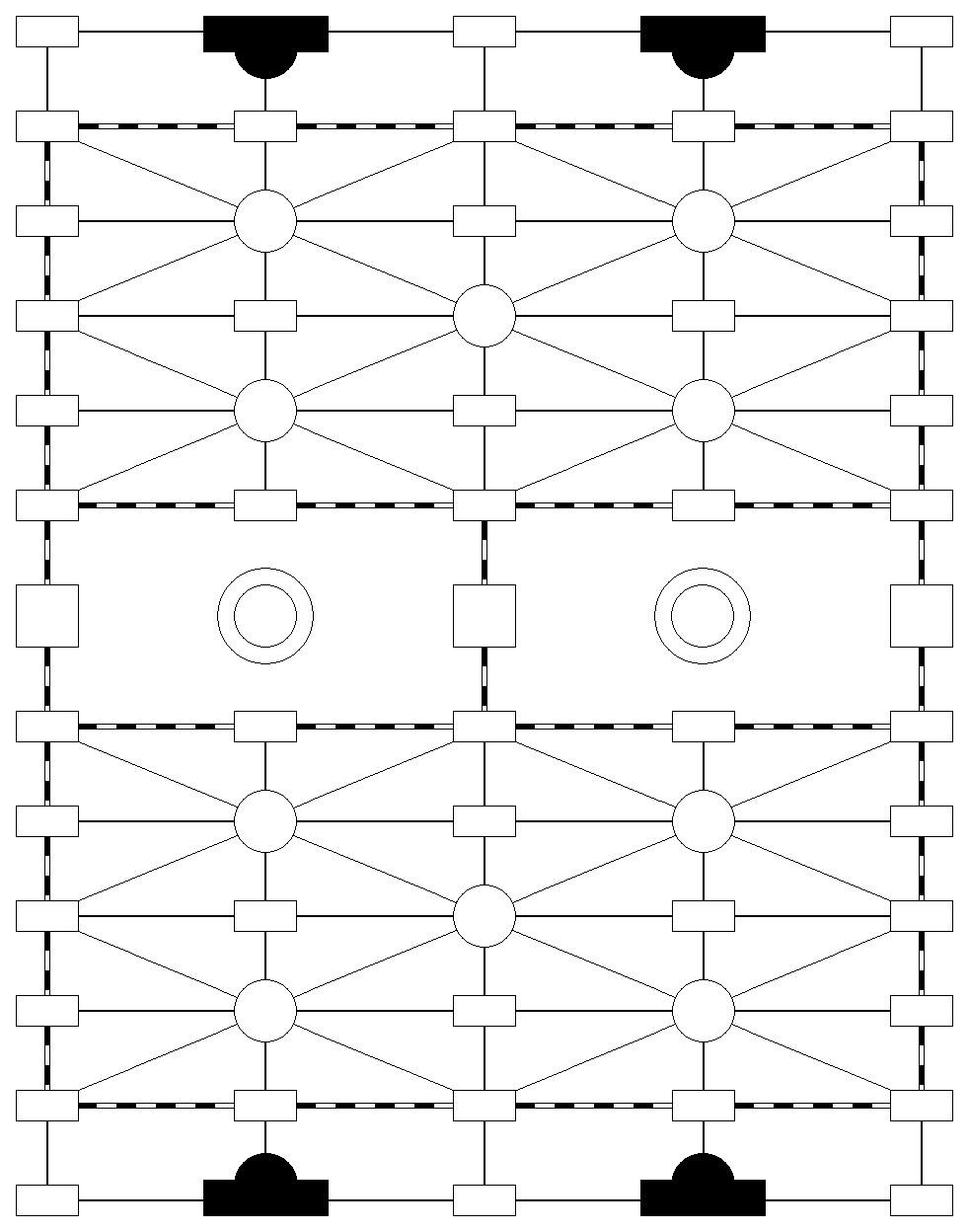
Tablero usado en el juego.

Cada jugador tiene en su poder las siguientes piezas:
- 1  siling (general)

- 1  junzhang (1.er rango, coronel)

- 2  shizhang (2.º rango, mayor)

- 2  luzhang (3.er rango, capitán)

- 2  tuanzhang (4.º rango, teniente)

- 2  yinzhang (5.º rango, alférez)

- 3  lianzhang (6.º rango, sargento)

- 3  paizhang (7.º rango, cabo)

- 3  gongbing (soldados, el más bajo rango)

- 1  junqi (bandera)

- 2  zhadan (misiles)

- 3  dilei (minas)

El tablero consiste en cuatro rectángulos con líneas punteadas que representan a las vías del tren. Los dos rectángulos mayores son de 5x5 líneas, divididos por horizontales, verticales y diagonales (dos mayores de punta a punta y cuatro uniendo las mitades de los lados formando un rombo) que no tienen líneas punteadas. En la segunda y cuarta intersección de la segunda y cuarta fila de los rectángulos mayores se encuentran las trincheras. En el centro de cada rectángulo mayor hay una quinta trinchera. Cada espacio normal está marcado con un rectángulo. Ambos rectángulos mayores están unidos por tres líneas punteadas, con un espacio en medio. Estas líneas forman a los rectángulos menores ya mencionados. Debajo de cada rectángulo mayor hay una fila más compuesta de una intersección, una fortaleza (representada como un rectángulo con un semicírculo), una intersección, otra fortaleza y una última intersección.